# Sint-Hubertuskapel (Sint-Huibrechts-Hern)

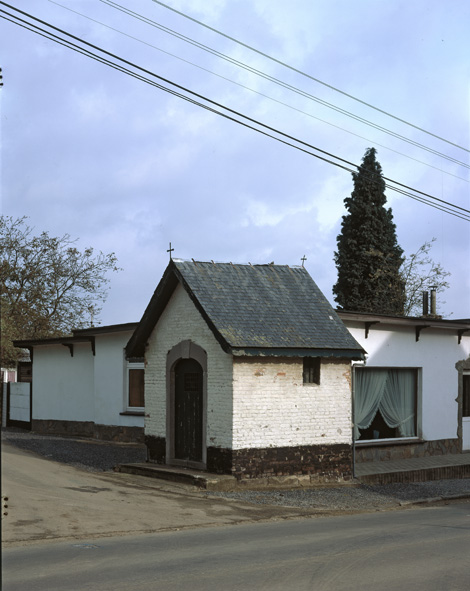
Sint-Hubertuskapel in Sint-Huibrechts-Hern

De Sint-Hubertuskapel is een betreedbare kapel te Sint-Huibrechts-Hern, welke zich bevindt aan de Hernerweg 132.
De kapel werd gebouwd in 1812, en ze verving een wegkruis, dat op de Ferrariskaarten (2e helft 18e eeuw) al was aangegeven. Het is een eenvoudig bakstenen gebouwtje onder zadeldak. Het ingangsportaal heeft een hardstenen omlijsting met als opschrift: TER EEREN/VAN ST.HUBERTUS 18_12/I.H.S.
De kapel is geklasseerd als monument.